# Max Peter Baumann
Max Peter Baumann (* 15. Januar 1944 in Altdorf, Kanton Uri, Schweiz) ist ein Schweizer Musikethnologe, Musikanthropologe und Herausgeber der Zeitschrift world of music.

## Werdegang
Max Peter Baumann studierte Musikwissenschaft, Germanistik und Volkskunde an der Universität Bern. Er wurde mit der Arbeit Musikfolkore und Musikfolklorismus. Eine ethnomusikologische Untersuchung zum Funktionswandel des Jodelns promoviert.
Von 1976 bis 1982 war er als Assistenzprofessor am Institut für Vergleichende Musikwissenschaft an der Freien Universität Berlin tätig. 1982 erfolgte der Ruf als Professor an die Otto-Friedrich-Universität Bamberg.
Eine Gastprofessur führte ihn zwischen 1985 und 1986 an die Columbia University in New York, bevor er als Direktor des Internationalen Instituts für Traditionelle Musik für zehn Jahre in Berlin wirkte. Seit 1997 ist er wieder Professor für Ethnomusikologie an der Universität Bamberg. Von 2007 bis zu seiner Emeritierung 2009 war Baumann Professor am Institut für Musikforschung der Universität Würzburg.
Für seine Forschungsarbeiten erhielt er 2017 die Ehren-Ruth.

## Forschung
Max Peter Baumann beschäftigte sich vor allem mit Theorie und Methoden der Ethnomusikologie (im Speziellen der ethnomusikologischen Feldforschung), mit Musik im Zeitalter der Globalisierung und der Kulturanthropologie des Hörens.
Zahlreiche ethnomusikologische Feldforschungen führte Max Peter Baumann in Äthiopien, Argentinien, Bayern, Bolivien, Brasilien, Portugal, Japan, USA, Südkorea und in der Schweiz durch.

## Ausgewählte Publikationen
- Musikfolklore und Musikfolklorismus. Eine ethnomusikologische Untersuchung zum Funktionswandel des Jodelns. Winterthur 1976
- Funktion und Symbol: Zum Paradigma 'Alphorn’. In: Erich Stockmann (Hrsg.): Studia instrumentorum musicae popularis 5. (Musikhistoriska Museets Skrifter 7, hrsg. Ernst Emsheimer) Musikmuseet, Stockholm 1977, S. 27–32
- Bibliographie zur ethnomusikologischen Literatur der Schweiz. Mit einem Beitrag zu Geschichte, Gegenstand und Problemen der Volksliedforschung. Winterthur 1981
- Als Herausgeber: Music of the Roma. Ethnicity, Identity and Multiculturalism. (The world of music, Band 38) VWB-Verlag, Berlin 1996
- Klezmermusik im Zeichen der Globalisierung. In: Klezmer – hejmisch und hip. Musik als kulturelle Ausdrucksform im Wandel der Zeit. Dokumentation zur Ausstellung, hrsg. von der Stadt Gelsenkirchen. Redaktion: Wiltrud Apfeld. Essen 2004, S. 10–15
- Musik im interkulturellen Kontext. (Interkulturelle Bibliothek, Bd. 118), Traugott Bautz, Nordhausen 2006, ISBN 978-3-88309-310-9.
- Klezmermusik und Klezmorim im Zeitalter der Globalisierung. in: Max Peter Baumann, Tim Becker und Raphael Woebs (Hrsg.): Musik und Kultur im jüdischen Leben der Gegenwart. (Kulturwissenschaften Bd. 2) Berlin 2006, S. 121–146
- Weltmusik – Musiken der Welt. In: Peter Wicke (Hrsg.): Duden – Musik: Lehrbuch SII: Gymnasiale Oberstufe. Berlin, Frankfurt a. M. 2006, S. 385–423, 426–447
- Musik in der Welt. In: Peter Wicke (Hrsg.): Duden – Musik, Lehrbuch SII: Gymnasiale Oberstufe, Berlin, Frankfurt a. M. 2006 S. 32–37